# Arshaluys
Arshaluys (en armenio: Արշալույս) es una comunidad rural de Armenia ubicada en la provincia de Armavir.
En 2009 tenía 4117 habitantes. Hasta 1935 la localidad se denominaba "Kyorpalu".
Cuenta con una iglesia de la segunda mitad del siglo XIX. La población se dedica principalmente a la agricultura y la ganadería.
Se ubica junto a la carretera M5, unos 5 km al oeste de Echmiadzin.

## Demografía
Evolución demográfica:
| Año        | 1831 | 1897 | 1926 | 1939 | 1959 | 1970 | 1979 | 2001 | 2004 | 2008 |
| Habitantes | 419  | 1275 | 1216 | 1206 | 2102 | 2945 | 3032 | 4162 | 4200 | 4136 |